# Hanna Caspian

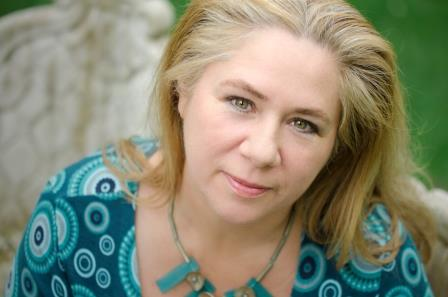
Hanna Caspian (2018)

Hanna Caspian (* 9. Dezember 1964 in Dinslaken; eigentlich Regina Gärtner) ist eine deutsche Autorin, die vor allem durch historische Romane bekannt wurde. Mit ihrer sechsbändigen Gut Greifenau-Reihe erreichte sie die Bestsellerliste.

## Leben
Hanna Caspian ist in Alpen am Niederrhein aufgewachsen, in Xanten zur Schule gegangen und hat nach dem Abitur in Aachen an der RWTH Aachen Germanistik, Politikwissenschaften und anfänglich auch Romanistik studiert. Im Anschluss an ihr Magisterstudium war sie Pressereferentin bei Euregio Maas-Rhein. Später war sie als Presse- und Werbeassistentin im Spektrum Akademischer Verlag tätig. Nach einer Zwischenstation als PR-Managerin für Kinofilme in Aachen wechselte sie zum Kölner Bundesanzeiger Verlag und hat dort die Abteilung Anzeigenmarketing aufgebaut und geleitet.
Im Jahr 2000 veröffentlichte Caspian, damals noch als Regina Gärtner, ihr erstes Buch, den Thriller Tödliche Schöpfung im Berliner Espresso Verlag. Im Jahr 2013 wurde im Heyne Verlag ihr erster historischer Roman Unter dem Südseemond veröffentlicht, mit dem der kommerzielle Durchbruch gelang. Wie auch in den folgenden Werken beschäftigt sich Caspian hier mit weniger bekannten Aspekten der deutschen Geschichte. So erzählt sie zum Beispiel in Unter dem Südseemond die Geschichte der deutschen Südsee-Kolonie Samoa. Der Nachfolgeroman Der Glanz von Südseemuscheln beschäftigt sich mit der Zeit der Besatzung Deutsch-Samoas durch die Neuseeländer während des Ersten Weltkrieges und erzählt davon, wie es den Deutschen in Australien in dieser Zeit erging.
Für ihren 2016 erschienenen, metahistorischen Roman Die Kirschvilla nahm sie erstmals das Pseudonym Hanna Caspian an. Kurz darauf wechselte die Autorin zu Droemer-Knaur. Ab November 2018 erschienen in kurzen Abstände die drei Romane ihrer Gut Greifenau-Trilogie, zeitlich passend zum 100-jährigen Jubiläum des Endes der deutschen Monarchie und der Novemberrevolution. Die Geschichte spielt zwischen 1913 und 1919 und endet am ersten Tag der Weimarer Republik. Aufgrund des großen Erfolges wurde die Trilogie mit einer zweiten fortgesetzt und endet 1933. Die Fortsetzung knüpft nahtlos an die ersten Bände an. Alle sechs Bände waren auf der SPIEGEL-Bestsellerliste, mit zwei Bänden schaffte Caspian den Sprung in die Top Ten.
Ihre nachfolgende Schloss Liebenberg-Trilogie beschäftigt sich aus Sicht der Dienstboten mit dem Kaiserfreund Fürst Philipp zu Eulenburg in den Jahren 1906 bis 1909, in denen es zu Prozessen wegen Verstößen gegen den ehemaligen Paragraf 175 kam. Sie beschreibt die Harden-Eulenburg-Affäre als eine der Stellschrauben für den Ersten Weltkrieg.
Die Autorin war lange Jahre Mitglied in den Autorenverbänden Syndikat und den Mörderischen Schwestern. Heute ist sie Mitglied bei DELIA – Vereinigung deutschsprachiger Liebesroman-Autoren und -Autorinnen und Montségur.
Einige ihre Romane sind auch in Italienisch, Niederländisch, Tschechisch und Ungarisch erschienen.

## Familie
Hanna Caspian ist mit dem ehemaligen TV-Moderator Peter Dahmen (QVC, HSE24) verheiratet und lebt im Kölner Norden.

## Werke (Auswahl)
- Unter dem Südseemond. Heyne, München 2013, ISBN 978-3-453-41153-1 (als Regina Gärtner).
- Überraschung in Barcelona. Liebesroman, in der ROMANA Sammelband 4/13, Cora Verlag, 2013 (als Rachel Gardner).
- Der Glanz von Südseemuscheln. Heyne, München 2015, ISBN 978-3-453-41819-6 (als Regina Gärtner).

- Die Kirschvilla. Heyne, München 2016, ISBN 978-3-453-41955-1.
- Schwestern des brennenden Himmels. Audible Original,[8] Audible, 2020.

- Im Takt der Freiheit. Knaur, München, 2024, ISBN 978-3-426-65950-2.
- Schwestern des brennenden Himmels. Knaur, München, 2025, ISBN 978-3-426-22748-0.

### Die Gut Greifenau Reihe
- Gut Greifenau – Abendglanz. Knaur, München 2018, ISBN 978-3-426-52150-2.
- Gut Greifenau – Nachtfeuer. Knaur, München 2018, ISBN 978-3-426-52151-9.
- Gut Greifenau – Morgenröte. Knaur, München 2019, ISBN 978-3-426-52152-6.
- Gut Greifenau – Goldsturm. Knaur, München 2020, ISBN 978-3-426-52544-9.
- Gut Greifenau – Silberstreif. Knaur, München 2020, ISBN 978-3-426-52545-6.
- Gut Greifenau – Sternenwende. Knaur, München 2021, ISBN 978-3-426-52546-3.

### Die Schloss Liebenberg Trilogie
- Schloss Liebenberg. Hinter dem hellen Schein. Knaur, München 2022, ISBN 978-3-426-52849-5.
  - als Hörbuch: Argon Hörbuch, Berlin, 2022, Leserin: Tanja Fornaro, ISBN 978-3-8398-1999-9.
- Schloss Liebenberg. Hinter dem falschen Schein. Knaur, München 2023, ISBN 978-3-426-52848-8.
  - als Hörbuch: Argon Hörbuch, Berlin, 2023, Leserin: Tanja Fornaro, ISBN 978-3-8398-2036-0.
- Schloss Liebenberg. Hinter dem goldenen Schatten. Knaur, München 2023, ISBN 978-3-426-52847-1.
  - als Hörbuch: Argon Hörbuch, Berlin, 2023, Leserin: Tanja Fornaro, ISBN 978-3-8398-2077-3.

### Kurzgeschichten in Anthologien
- Wo der Hund begraben ist. In: Tödliche Touren: krimineller Reiseführer vom Niederrhein. Leporello-Verlag, 2003, ISBN 3-936783-06-3.
- Die idiotischste Idee meines Lebens. In: Eintauchen, abtauchen, auftauchen. ViaTerra-Verlag, 2011, ISBN 978-3-941970-08-3.
- Heller Stern in finstrer Nacht. In: Die Weihnachtsvilla. Ullstein Verlag, Berlin, 2020, ISBN 978-3-548-06422-2.